# Ruan Pablo
Ruan Pablo Barbosa Sousa (Salvador, Bahía; 23 de julio de 2008) es un futbolista brasileño que juega como extremo izquierdo en el Esporte Clube Bahia de la Serie A de Brasil.

## Trayectoria
Nacido en Salvador de Bahía, Ruan Pablo se incorporó a las categorías inferiores del Esporte Clube Bahia en 2019. El 23 de julio de 2024, al cumplir 16 años, firmó su primer contrato profesional con el club hasta julio de 2027, con una cláusula de liberación de 200 millones de euros.
El 24 de julio de 2024, Pablo fue convocado para un partido del Brasileirao contra el Atlético Goianiense. Hizo su debut profesional horas más tarde, sustituyendo a Cauly en el 1-1 en el Estadio Antônio Accioly; con 16 años y un día, se convirtió en el jugador más joven en debutar con el club.

## Carrera internacional

### Categorías inferiores
El 11 de febrero de 2025 se anunció su convocatoria para disputar el Campeonato Sudamericano Sub-17 en Colombia.

#### Participaciones en Sudamericanos
| Campeonato                  | Sede     | Resultado   | Partidos | Goles |
| --------------------------- | -------- | ----------- | -------- | ----- |
| Sudamericano Sub-15 de 2023 | Bolivia  | 5.º lugar   | 4        | 2     |
| Sudamericano Sub-17 de 2025 | Colombia | por definir | 4        | 4     |